# Accra

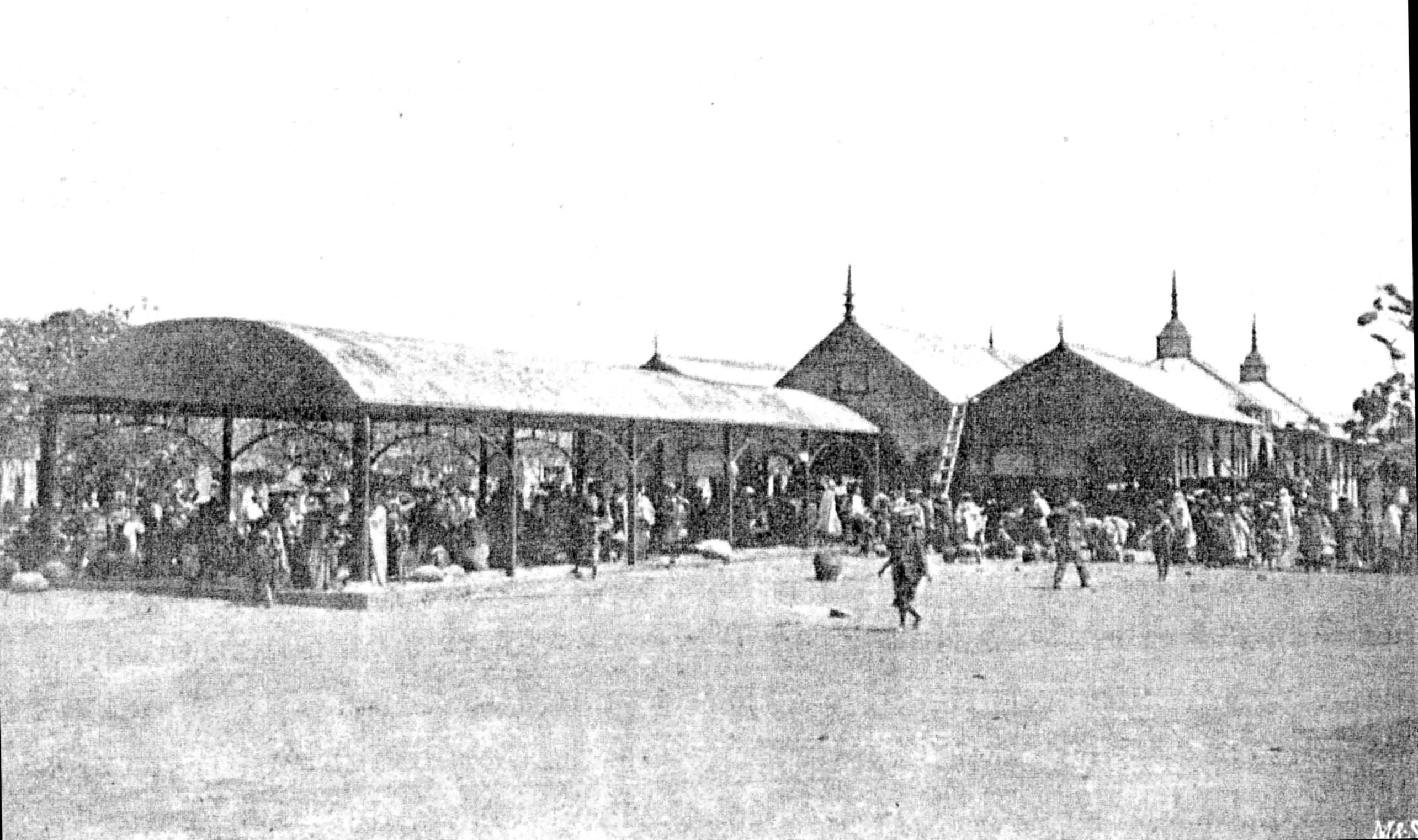
Markthalle in Accra 1903

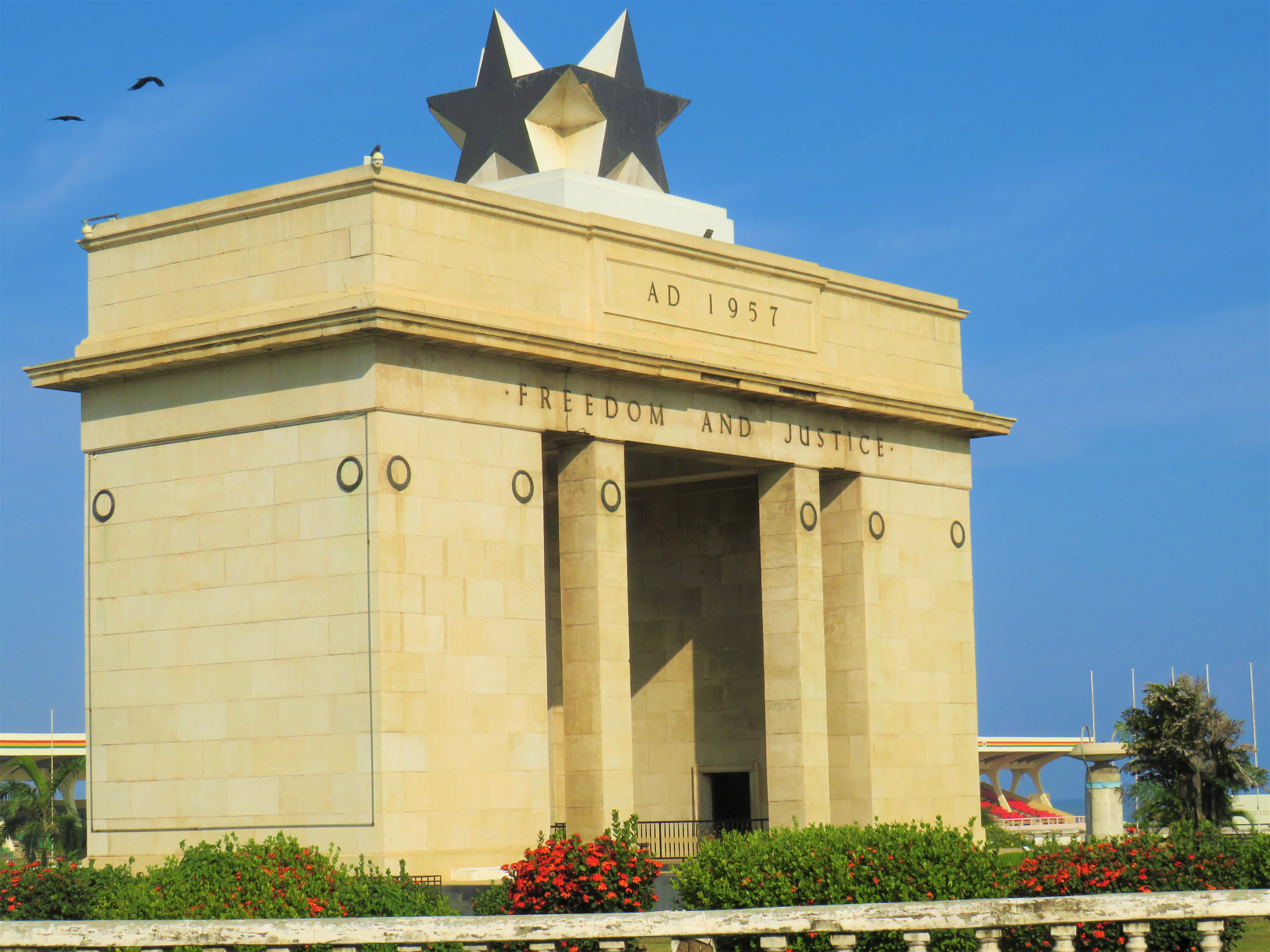
Black Star Gate

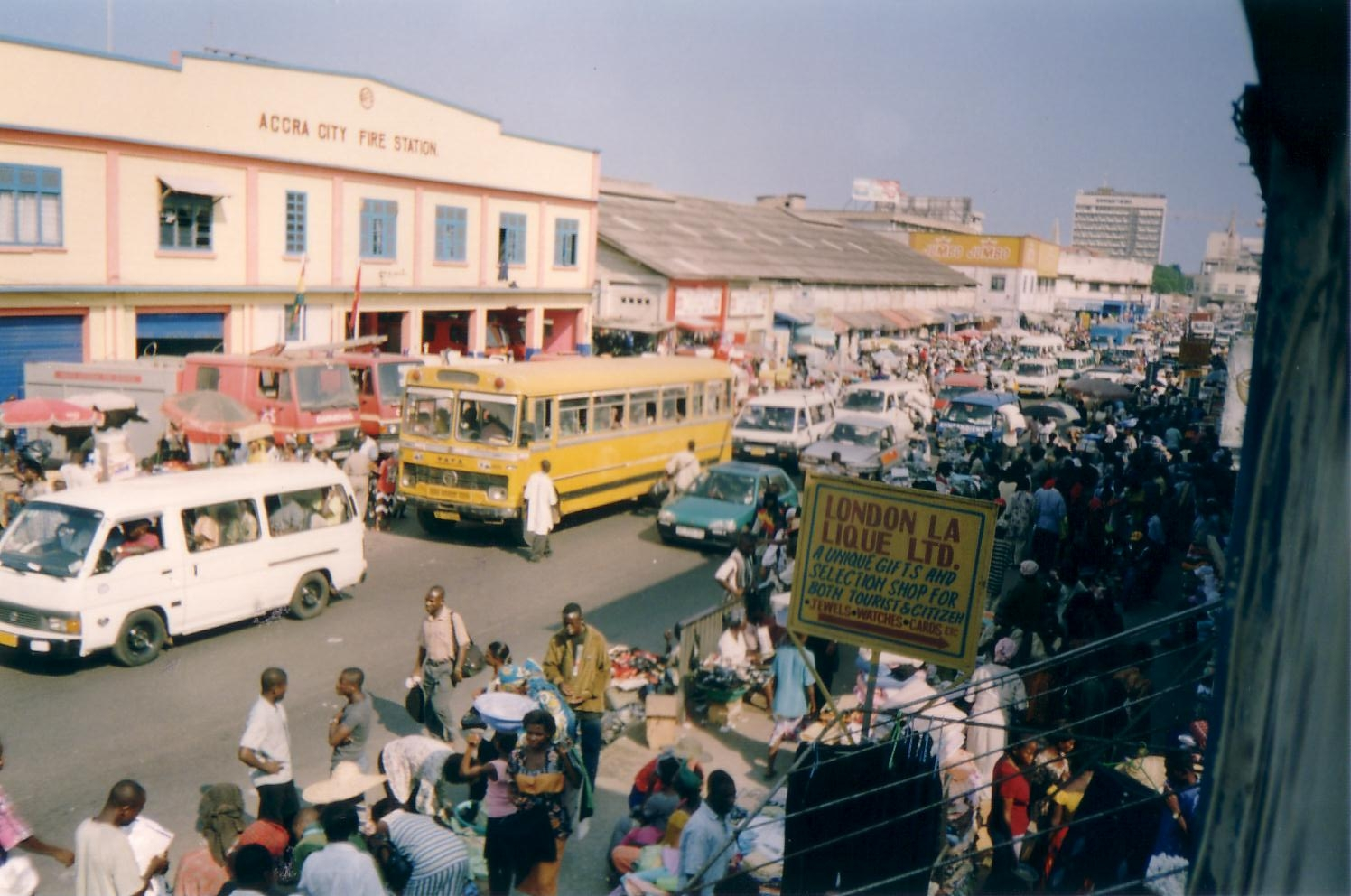
Straße in der Nähe des Makola Market

Accra ([ˈakra], in der Sprache der Akan: Nkran) ist die Hauptstadt Ghanas und mit 284.124 Einwohnern (Stand 2021) Zentrum der größten Metropolregion des Landes. Accra bildet mit der Stadt Tema und dem gemeinsamen Umland die Greater Accra Region, eine von zehn Regionen Ghanas. Mit dem Kotoka International Airport verfügt die Stadt über einen internationalen Flughafen.

## Etymologie
Die Stadt wurde ursprünglich, genau wie der gründende Volksstamm, Ga oder Gaga genannt, was Wanderameise bedeutet. Das gleichbedeutende und verwandte Wort der benachbarten Sprache Twi lautet Nkran. Die Schreibweise Accra wurde durch Europäer eingeführt.

## Geschichte
Accra wurde im 15. Jahrhundert von den Ga gegründet, die dort Handel mit den Europäern treiben wollten. Ein erstes, von den Portugiesen errichtetes Fort wurde jedoch bald von den Einheimischen niedergebrannt. Obwohl Accra keine Verbindung zu einer der großen Handelsrouten hatte, errichteten aufgrund der günstigen Voraussetzungen für einen natürlichen Hafen im 17. Jahrhundert mehrere europäische Mächte Befestigungen in und um Accra: die Niederländer 1605 das Fort Ussher, die Schweden 1657 die Christiansborg (die kurz darauf von den Dänen übernommen wurde) und schließlich die Engländer 1673 Fort James. Anfang des 19. Jahrhunderts gab es daher einen britischen, einen niederländischen und einen dänischen Stadtteil Accras.
Ein Erdbeben zerstörte 1862 Accra einschließlich seiner europäischen Forts in weiten Teilen. 1877 wurde die Hauptstadt der damaligen britischen Kolonie „Goldküste“ von Cape Coast nach Accra verlegt. „Gesundheitliche Gründe“ wurden unter anderem angeführt für diese Entscheidung. Die Briten wollten hier eine Stadt nach ihren Vorstellungen errichten, um sich so vor den „Krankheiten der Einheimischen“ zu schützen.
Stadtplanerische Vorschriften wurden nach britischem Vorbild erlassen, Slumviertel beseitigt und ein rechteckiges Straßen- und Bebauungssystem angelegt. Die einheimische Bevölkerung wurde in die überfüllte „Native Town“ nördlich der europäischen Stadt verdrängt. Östlich entstanden britische Vororte und z. B. ein Cricket- und ein Golfplatz sowie eine Pferderennbahn. 1899 war Accra der geschäftigste Hafen der Goldküste. Accras Bedeutung lag allerdings in seinen Handelsaktivitäten; die Produktion und Weiterverarbeitung von Gütern unterlag Begrenzungen durch die koloniale Gesetzgebung. Ein „Zentraler Geschäftsdistrikt“ wurde für europäische Geschäftsleute aus anderen Ländern als Umschlags-, Lager- und Bankenbereich eingerichtet. Nach dem Bau einer Eisenbahnverbindung nach Sekondi-Takoradi entwickelte sich Accra endgültig zum wirtschaftlichen Zentrum Ghanas.
Als Hauptstadt der Kronkolonie wurde Accra bald auch zum Zentrum des zivilen Widerstandes gegen die Kolonialherrschaft. 1869 scheiterte zwar ein Versuch, nach dem Vorbild der zeitgleich gebildeten Fantiföderation eine Accra Native Confederation als ersten Schritt zur Selbstverwaltung der Region einzurichten; 1897 jedoch verhinderte die „Gesellschaft zum Schutz der Rechte der Eingeborenen“ (Aboriginal Rights Protection Society) in Accra einen Erlass, der unbebautes und -bewohntes Land automatisch zum Eigentum der Kolonialmacht machen sollte.
1920 kamen in Accra 20 Delegierte aus allen Teilen Britisch-Westafrikas zusammen und gründeten hier den National Congress of British West Africa, der sich für mehr soziale und politische Rechte der Einheimischen einsetzte.
1943 wurde die römisch-katholische Präfektur Accra gegründet aus der 1950 das Bistum Accra hervorging. Dieses wurde 1992 zum Erzbistum Accra erhoben. Mutterkirche des Erzbistums ist die Heilig-Geist-Kathedrale.
1948 kam es zu den sogenannten Accra-Unruhen, nachdem mehrere friedliche Demonstranten erschossen worden waren. Diese Unruhen waren mitverantwortlich für die Stärkung der Unabhängigkeitsbewegung Ghanas und machten den späteren ersten Präsidenten Kwame Nkrumah landesweit bekannt.
Nach der Unabhängigkeit des Landes am 6. März 1957 erklärte Nkrumah Accra zur „Hauptstadt und Wachstumszentrum der nationalen Ökonomie“ Ghanas und förderte die Stadt entsprechend.
Politisch wird Accra als Metropolbezirk (englisch Metropolitan district) verwaltet. Dieser umfasste ursprünglich große Teile der Greater Accra Metropolitan Area. Im Laufe der Zeit wurden jedoch weite Teile als eigene Gemeindebezirke ausgemeindet. Seit 2019 umfasst das Gemeindegebiet von Accra nur noch 60 km² und rund 280.000 Einwohner.

## Stadtbild

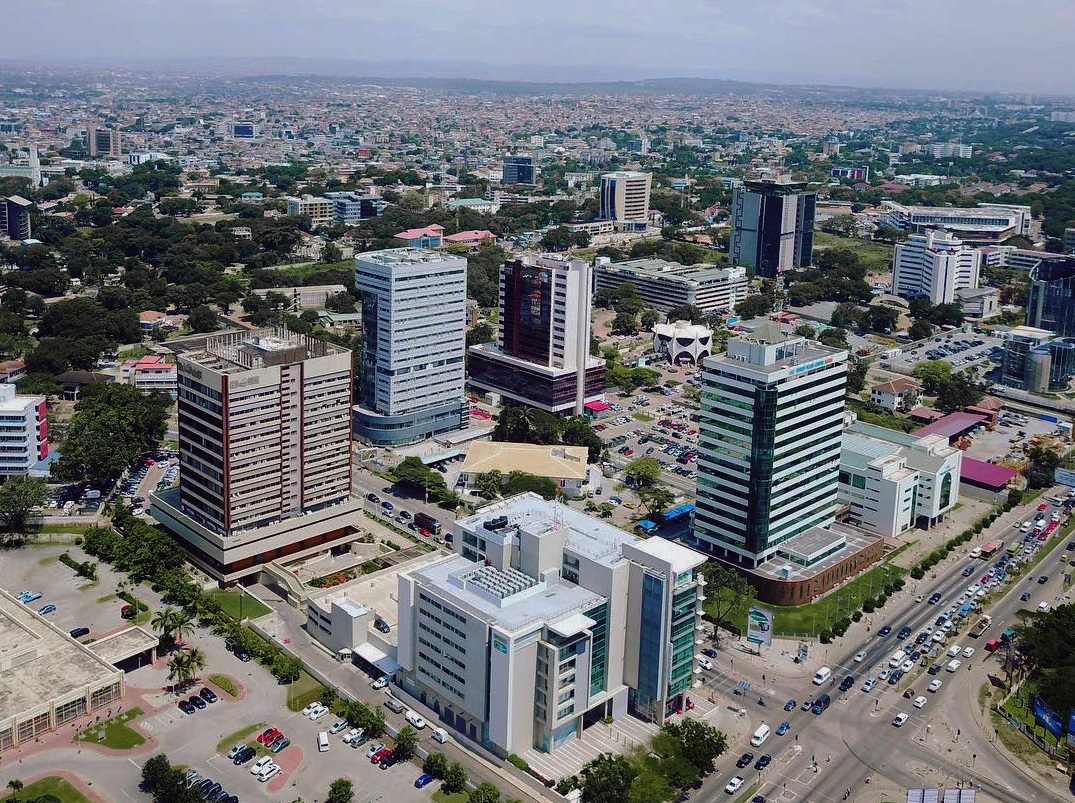
Blick auf Accra (2018)

In Accra befinden sich das Nationaltheater, das Nationalmuseum, die ghanaische Akademie der Künste und Wissenschaften, die Universität von Ghana im Stadtteil Legon, die Fachhochschule Accra Polytechnic, das Nationalarchiv und Ghanas Zentralbibliothek.
In Accras Vorort Korle Bu befindet sich die Medizinische Universitätsklinik, das Korle Bu Teaching Hospital. Es zählt zu den modernsten Kliniken Westafrikas. Hier befinden sich neben der Inneren Medizin, Chirurgie und weiteren Abteilungen das einzige Zentrum für Brandwunden und eine der wenigen Strahlentherapie-Einrichtungen dieser Region.
Die Elektronikschrottverarbeitung in Agbogbloshie des im westlichen Stadtgebiet gelegenen Viertels Agbogbloshie wurde 2013 von der Umweltorganisation Blacksmith Institute zu einem der schmutzigsten Orte der Welt gewählt.

## Stadtviertel von Accra
- Korle Gonno
- Jamestown
- Victoriaborg
- Korle Lagoon
- Kaneshie
- Central Accra
- CBD
- The Ridge
- Nima
- Osu
- Adabraka
- Accra New Town
- Cantonments
- Legon
- Labadi
- North Ridge
- Airport Residential Area
- Dzorwulu
- Asylum Down
- Agbogbloshie

## Klimatabelle
|                       | Jan  | Feb  | Mär  | Apr  | Mai  | Jun  | Jul  | Aug  | Sep  | Okt  | Nov  | Dez  |   |      |
| Mittl. Tagesmax. (°C) | 31,7 | 32,1 | 32,1 | 31,8 | 30,9 | 28,9 | 27,4 | 27,4 | 28,7 | 30,0 | 31,3 | 31,1 | ⌀ | 30,3 |
| Mittl. Tagesmin. (°C) | 22,9 | 23,6 | 23,7 | 23,7 | 23,4 | 22,6 | 21,9 | 21,4 | 21,9 | 22,4 | 22,9 | 23,1 | ⌀ | 22,8 |
|                       |      |      |      |      |      |      |      |      |      |      |      |      |   |      |
| Niederschlag (mm)     | 16   | 30   | 61   | 90   | 137  | 201  | 52   | 17   | 44   | 61   | 35   | 21   | Σ | 765  |
|                       |      |      |      |      |      |      |      |      |      |      |      |      |   |      |
| Sonnenstunden (h/d)   | 6,8  | 7,3  | 6,9  | 7,3  | 6,8  | 4,7  | 4,7  | 5,0  | 5,7  | 7,3  | 7,9  | 7,8  | ⌀ | 6,5  |
|                       |      |      |      |      |      |      |      |      |      |      |      |      |   |      |
| Regentage (d)         | 1    | 2    | 4    | 6    | 9    | 10   | 4    | 3    | 4    | 6    | 3    | 2    | Σ | 54   |
|                       |      |      |      |      |      |      |      |      |      |      |      |      |   |      |
| Wassertemperatur (°C) | 27   | 27   | 28   | 28   | 28   | 27   | 26   | 24   | 25   | 25   | 27   | 27   | ⌀ | 26,6 |
|                       |      |      |      |      |      |      |      |      |      |      |      |      |   |      |
| Luftfeuchtigkeit (%)  | 77   | 78   | 79   | 80   | 81   | 85   | 84   | 83   | 81   | 82   | 80   | 80   | ⌀ | 80,8 |

| 22,9 |

| 23,6 |

| 23,7 |

| 23,7 |

| 23,4 |

| 22,6 |

| 21,9 |

| 21,4 |

| 21,9 |

| 22,4 |

| 22,9 |

| 23,1 |

| 22,9 |

| 23,6 |

| 23,7 |

| 23,7 |

| 23,4 |

| 22,6 |

| 21,9 |

| 21,4 |

| 21,9 |

| 22,4 |

| 22,9 |

| 23,1 |

## Partnerstädte
Accra ist mit folgenden vier Städten durch Städtepartnerschaften verbunden:
- Chicago, Vereinigte Staaten
- Cheyenne (Wyoming), Vereinigte Staaten
- Akron, Ohio, Vereinigte Staaten
- Kapstadt, Republik Südafrika

## Wirtschaft
Accra bildet die Primatstadt und das wichtigste Wirtschaftszentrum von Ghana. In der Region Accra wird Schätzungen zufolge knapp die Hälfte der nationalen Wirtschaftsleistung erbracht. Auch die nationale Wertpapierbörse, die Ghana Stock Exchange befindet sich hier.
In einer Rangliste der Städte nach ihrer Lebensqualität belegte Accra im Jahre 2018 den 165. Platz unter 231 untersuchten Städten weltweit.

## Sport
Fußball spielt in Accra eine große Rolle. Dazu gehören die Vereine Accra Hearts of Oak, Accra Lions FC und Accra Great Olympics, welche alle in der höchsten ghanaischen Liga, der Ghana Premier League spielen.

## Persönlichkeiten

### Söhne und Töchter der Stadt
- Carl Christian Reindorf (1834–1917), Pastor der Basler Mission und Schriftsteller
- Joseph Arthur Ankrah (1915–1992), Politiker und von 1966 bis 1969 Staatschef von Ghana
- Charles Kumi Gyamfi (1929–2015), Fußballspieler und -trainer
- Jerry Rawlings (1947–2020), Politiker und von 1981 bis 2001 Staatspräsident von Ghana
- Kofi Setordji (* 1957), Künstler
- Peter Mensah (* 1959), kanadisch-ghanaischer Schauspieler
- Kofi Amoah Prah (* 1974), deutscher Weitspringer
- Éric Akoto (* 1980), togolesischer Fußballspieler ghanaischer Herkunft
- Myles Sanko (* 1980), Soul- und Jazzsänger
- Blitz Bazawule (* 1982), Rapper, Singer-Songwriter, Plattenproduzent, Autor, Künstler und Filmemacher
- Derek Boateng (* 1983), Fußballspieler
- Lê Văn Tân (* 1984), vietnamesisch-ghanaischer Fußballspieler
- Benjamin Boateng (* 1991), Fußballspieler
- Noah Baffoe (* 1993), ghanaisch-spanischer Fußballspieler
- Felix Annan (* 1994), Fußballtorwart
- Eric Kumi (* 1995), Fußballspieler
- Iddrisu Baba (* 1996), ghanaisch-spanischer Fußballspieler
- Benjamin Tetteh (* 1997), Fußballspieler
- Yaw Yeboah (* 1997), Fußballspieler
- Abdul Mumin (* 1998), ghanaisch-nigerianischer Fußballspieler
- Abdul Manaf Nurudeen (* 1999), Fußballspieler
- Kelvin Boateng (* 2000), Fußballspieler
- Moliy (* 2001), ghanesisch-US-amerikanische Sängerin
- Kharim Abdul Ayeh (* 2003), Fußballspieler

### Persönlichkeiten mit Bezug zur Stadt
- Emmanuel Obetsebi-Lamptey (1902–1963), Politiker
- W. E. B. Du Bois (1868–1963), US-amerikanischer, später ghanaischer Historiker, Philosoph, Journalist, Bürgerrechtler
- Gloria Amon Nikoi (1927–2010), Politikerin, Diplomatin und Finanzwissenschaftlerin; war Direktorin der National Bank of Ghana in Accra